# بيض حمام
بيض حمام هو أحد أنواع التمور التي تنتجها واحات كل من وادي سوف بالجنوب الجزائري ونفزاوة بالجنوب التونسي. ويؤكل رطبا. وهو تمر أصفر اللون، يتميز بشكله المستدير الشبيه بشكل وحجم بيض الحمام. ينضج في شهر أكتوبر، وقد يجنى بسرا لينضج بعد ذلك. يتميز نواه بالغلظ.